# 1857 w literaturze
Wydarzenia literackie w 1857 roku.

## Nowe książki
- polskie
  - Czarne kwiaty – Cyprian Kamil Norwid
  - Paweł Łodzia Kubowicz – Wiktor Dłużniewski
- zagraniczne
  - Pani Bovary (Madame Bovary) – Gustave Flaubert
  - Człowiek zaufania (The Confidence-Man) – Herman Melville
  - The Professor – Charlotte Brontë (pośmiertnie)

## Nowe poezje
- zagraniczne
  - Charles Baudelaire - Kwiaty zła (Les fleurs du mal)

## Urodzili się
- 23 lutego – Margaret Deland, amerykańska pisarka i poetka (zm. 1945)
- 13 marca – Cyril Gallay, słowacki poeta, tłumacz i pedagog (zm. 1913)
- 30 marca – Gabriela Zapolska, polska pisarka i aktorka (zm. 1921)
- 20 kwietnia – Herman Bang, duński pisarz i eseista (zm. 1912)
- 2 czerwca – Karl Gjellerup, duński poeta, dramaturg i powieściopisarz, laureat Nagrody Nobla (zm. 1919)
- 24 lipca – Henrik Pontoppidan, duński pisarz, noblista w 1917 (zm. 1943)
- 10 sierpnia – Eva Katherine Clapp, amerykańska prozaiczka i poetka (zm. 1916)
- 30 września – Hermann Sudermann, niemiecki dramaturg i powieściopisarz naturalistyczny (zm. 1928)
- 31 października – Axel Munthe, szwedzki lekarz i pisarz (zm. 1949)
- 16 listopada – Jón Sveinsson, islandzki pisarz i jezuita (zm. 1944)
- 3 grudnia – Joseph Conrad, angielski pisarz polskiego pochodzenia (zm. 1924)
- 9 grudnia – Czesław Jankowski, polski poeta (zm. 1929)

## Zmarli
- 2 maja – Alfred de Musset, francuski poeta i pisarz (ur. 1810)
- 27 sierpnia – Rufus Wilmot Griswold, amerykański dziennikarz, wydawca, antologista, krytyk literacki i poeta (ur. 1815)
- 26 listopada – Joseph von Eichendorff, niemiecki poeta epoki romantyzmu (ur. 1788)